# Acétyl-CoA C-acétyltransférase
L'acétyl-CoA C-acétyltransférase, également appelée acétoacétyl-CoA thiolase et thiolase II, est une acyltransférase de la famille des thiolases qui catalyse la condensation de deux acétyl-CoA en acétoacétyl-CoA :
|            | + |            | {\displaystyle \rightleftharpoons } CoA-SH + |                 |
| Acétyl-CoA |   | Acétyl-CoA |                                              | Acétoacétyl-CoA |

Elle intervient dans un grand nombre de voies métaboliques, notamment le métabolisme des acides gras, des corps cétoniques, du pyruvate et du tryptophane, la dégradation d'acides aminés tels que la valine, la leucine et l'isoleucine, ou encore la biosynthèse du cholestérol et des terpénoïdes par la voie du mévalonate.
Il en existe deux isozymes :
- l'ACAT1, mitochondriale,
- l'ACAT2, cytosolique.